# Kenneth Mapp
Kenneth Ezra Mapp (2 de noviembre de 1955) es un político estadounidense que se desempeñó como el octavo Gobernador electo de Islas Vírgenes de los Estados Unidos, de 2015 a 2019. Es un republicano registrado, pero corrió como independiente.
Un ex sénior de las Islas Vírgenes de tres mandatos Senador, Mapp se desempeñó como Teniente Gobernador de las Islas Vírgenes de los Estados Unidos] desde 1995 hasta 1999. Mapp fue un candidato independiente para Gobernador de las Islas Vírgenes de los EE. UU. En el  2010, pero fue derrotado por John de Jongh. Corrió en  elección gubernativa 2014 para Gobernador de las Islas Vírgenes de los Estados Unidos, derrotando a Donna Christian-Christensen, la antigua Delegada al Congreso, en un  escorrentía. Mapp se postuló para un segundo mandato en  2018, pero fue derrotado en la segunda vuelta de las elecciones del demócrata Albert Bryan.

## Vida y educación tempranas
Kenneth Ezra Mapp nació el 2 de noviembre de 1955 en Brooklyn, Nueva York, a Al Mapp y Vashti Hewitt Mapp. fue uno de cuatro hermanos. Mapp se mudó a Saint Croix en U.S. Islas Vírgenes en 1961, donde fue criado por su abuela materna, Almina N. Hewitt, en Estate Rattan. Se graduó de  St. Croix Central High School en 1973.
Mapp ha asistido a New York City Community College de City University of New York y University of Virgin Islands, pero no ha obtenido una licenciatura. Sin embargo, después de dejar el cargo de vicegobernador en 1999, completó el Programa de Administración Avanzada de seis semanas en Harvard Business School (que no tiene requisitos educativos formales) y recibió un máster en Administración pública de John F. Kennedy School of Government Harvard University. Mapp also completed other fellowships at Harvard University and Carnegie Mellon University in Pittsburgh.

## Carrera
Mapp ha trabajado como  aprendiz de policía en Ciudad de Nueva York y como oficial de policía en EE. UU. Islas Vírgenes. Se unió al Departamento de Policía de la Ciudad de Nueva York poco después de graduarse de la escuela secundaria en 1973 y residía en el 83.o Precinto de Policía en Brooklyn. Más tarde se convirtió en oficial de policía en las Islas Vírgenes y fue elegido presidente de las Islas Vírgenes Police Benevolent Association.
Mapp fue elegido como senador en la Legislatura de las Islas Vírgenes en tres elecciones separadas. Mapp fue elegido para la 15a Legislatura de las Islas Vírgenes en 1982, su primer cargo electo. Más tarde, también sería elegido como senador en las Legislaturas 18 y 20. Presidió la Comisión de Seguridad Pública y Asuntos Judiciales y fue miembro permanente de la Comisión de Finanzas.
Además, Mapp ocupó otros cargos dentro del gobierno de las Islas Vírgenes. Se desempeñó como director adjunto de la Comisión de Desarrollo Industrial, que luego se convirtió en la Autoridad de Desarrollo Económico. Mapp también se convirtió en director de la Administración de Servicios al Consumidor, que ahora es el Departamento de Licencias y Asuntos del Consumidor.
En 1994, el candidato a gobernador  Roy L. Schneider eligió a Mapp como su [candidato a la carrera] para el teniente gobernador en la elección. Schneider y Mapp hicieron campaña conjunta como candidatos independientes. . Schneider y Mapp fueron elegidos Gobernador y Vicegobernador en una elección especial [gubernativa elecciones de segunda vuelta del sistema celebrada el 22 de noviembre de 1994.  Derrotaron la boleta de gobernador demócrata, que consistió en el entonces teniente. El gobernador Derek M. Hodge y su compañero de carrera, Alfred O. Heath.
El Gobernador Roy Schneider y el Vicegobernador Kenneth Mapp fueron inaugurados a un mandato de cuatro años el 2 de enero de 1995. Sin embargo, Schneider y Mapp tuvieron una relación pública tensa mientras estaban en el cargo y los dos a menudo no se hablaron durante su mandato de cuatro años. Schneider y Mapp no buscaron elección en 1999. En cambio, Schneider se postuló con el Comisionado de Finanzas Juan Centeno como su compañero de fórmula y fueron derrotados en la elección por el candidato demócrata  Charles Turnbull y su compañero de carrera, Gerard Luz James, quienes prestaron juramento el 4 de enero de 1999.
Después de dejar el cargo como vicegobernador, Mapp obtuvo una maestría en administración pública de la [Escuela de Gobierno John F. Kennedy] de la Universidad de Harvard y completó el Programa de Administración Avanzada (AMP 159) en la Escuela de Negocios de Harvard. Aunque corrió para teniente gobernador como  independiente, Mapp había cambiado su afiliación partidaria de  Republicano para 2001. Mapp no se postuló para gobernador en 2002. Hizo campaña para que el gobernador Turnbull fuera reelegido para un segundo mandato.
En 2002, el gobernador Charles Turnbull nombró a Mapp como Director de finanzas y administración de la Autoridad de Finanzas Públicas de las Islas Vírgenes. Mapp recaudó millones de dólares para el gobierno y Hovensa, el mayor empleador del sector privado del territorio. La Autoridad de Finanzas Públicas adquirió sus primeras calificaciones de grado de inversión en valores VI respaldados por el gobierno durante el mandato de Mapp. Mapp también gestionó varios proyectos importantes de capital y formó parte del equipo financiero y presupuestario del Gobernador. Mapp participó en audiencias presupuestarias y preparó una variedad de análisis e informes detallados. El equipo financiero del Gobernador trabajó estrechamente con los jefes de departamento y los legisladores para desarrollar y obtener la aprobación legislativa de los presupuestos territoriales anuales.
En 2006, Mapp anunció su candidatura a gobernador como candidato independiente con el exsenador general Almando Liburd como su compañero de fórmula. Sus dos principales oponentes fueron el empresario John De Jongh y el senador Adlah Donastorg. En la elección general, De Jongh obtuvo 15.914 votos, lo que equivale al 49,33% del total de votos, Mapp obtuvo 9.100 del total de votos (lo que equivale al 26,78 por ciento) y Donatorg obtuvo 7,871 votos, o el 23,16 por ciento de los votos emitidos.. De Jongh y Mapp, los dos candidatos principales en términos de votos, se vieron forzados a una segunda elección de desempate el 21 de noviembre de 2006, ya que ningún candidato obtuvo más del 50% del total de votos emitidos. En la segunda vuelta de la gobernación de 2006, De Jongh fue elegido Gobernador con 16,644 votos (57.30%), mientras que Mapp quedó en segundo lugar, obteniendo 12.402 votos (42.70%).

### Elección de gobernador 2010
Mapp anunció formalmente su candidatura para gobernador de las Islas Vírgenes de los Estados Unidos en la  2010 el 20 de agosto de 2010, en su sede de Saint Thomas. Mapp, que se postula como Independiente en lugar de Republicano, eligió a Malik Sekou, profesor y jefe de departamento en la Universidad de las Islas Vírgenes, como su compañero de fórmula para el teniente gobernador.
La plataforma principal de la campaña de Mapp incluyó reducir el crimen y mejorar la educación en las Islas Vírgenes. Mapp prometió construir una escuela técnica, promover el crecimiento económico al tiempo que protege el medio ambiente y buscar formas de energía más limpias si fuera elegido. La elección general se llevó a cabo el 2 de noviembre de 2010. El gobernador titular John de Jongh derrotó a Mapp en la elección para ganar un segundo mandato en el cargo. De Jongh obtuvo 17,535 votos, o 56.27% de los votos, mientras que Mapp quedó en segundo lugar con 13.580 votos, o 43.58% de los votos. Mapp inicialmente se negó a conceder, citando posibles irregularidades en el voto y el consejo de su asesor de campaña.

### Elección de gobernador 2014
Mapp se postuló para gobernador de las Islas Vírgenes de los EE. UU. En elección gubernativa de las Islas Vírgenes de los Estados Unidos, elección gubernativa 2014, y eligió a Osbert Potter, un exsenador de las Islas Vírgenes como su compañero de fórmula. La elección general se llevó a cabo el 4 de noviembre de 2014. Recibió el 47.47% de los votos, pero como ningún candidato recibió el 50% + 1 requerido según lo exige la Ley Orgánica Revisada de las Islas Vírgenes, se llevó a cabo una segunda vuelta. entre él y Donna Christian-Christensen, los dos principales receptores de votos. La segunda vuelta se llevó a cabo el 18 de noviembre de 2014, dos semanas después de las elecciones generales. Mapp ganó la elección de segunda vuelta y recibió casi el 64% de los votos..

## Carrera política
Una serie de reemplazos de funcionarios siguieron la elección. Sam Topp, un conocido VI La personalidad de la radio, el cuarto director de comunicaciones de Mapp desde que asumió el cargo, renunció en diciembre de 2017. Topp asumió el cargo en marzo de 2017, luego de que Mapp expulsara a Cherie Munchez del lugar. Topp era subdirector de comunicaciones de la administración en ese momento. Munchez había servido un poco más de nueve meses, luego de la redacción y la estrategia política Nicole Bollentini, quien se desempeñó durante los cinco meses como directora de comunicaciones (actualmente es [¿cuándo?] dirigiendo comunicaciones estratégicas y redes sociales para el gobierno de la casa). Bollentini reemplazó a Kimberly Jones, directora de comunicaciones iniciales de Mapp, quien pasó a ser comisionada adjunta del Departamento de Salud.
Otros altos funcionarios reemplazados incluyeron la renuncia del comisionado de obras públicas Gustav James en agosto de 2017. Mapp nombró a Nelson Petty Jr. para reemplazarlo. Mapp retiró a la Comisionada de Servicios Humanos Anita Roberts en febrero de 2017 después de que fue criticada por mudar a algunos residentes de St. Thomas's Sea View Nursing Home sin coordinar con las familias y otras agencias. Mapp nombró a la empleada de Servicios Humanos de carrera Felicia Blyden para reemplazarla. También ese mes, Mapp despidió al Comisionado de Propiedad y Adquisiciones, Randolph Bennett, sin explicación alguna; fue reemplazado por Lloyd Bough Jr., exjefe de contratos de compras en el departamento desde 2007.
Tomando el cargo en agosto de 2015, el fiscal general Claude Walker fue la cuarta persona en servir como fiscal general desde que Mapp asumió el cargo en enero de 2015. Mapp despidió al director de la Oficina de Tecnología de la Información Reuben Molloy en agosto de 2016, reemplazándolo temporalmente con Jesús Caban y luego nombrado Angelo riddick al post. En octubre de 2016, el jefe de personal de Mapp, Randy Knight, renunció sin explicación pública.
El territorio también ha visto a los jefes de la V.I. La Autoridad del Agua y la Energía y la V.I. La Autoridad Portuaria, que no cae bajo la autoridad directa del gobernador, es anulada por miembros de la junta alineados con Mapp. El jefe de West Indian Co. Ltd. fue reemplazado después de una votación de la junta directiva de WICO en marzo de 2017, cuando la junta directiva decidió no renovar el contrato de Joseph Boshulte como presidente. Fue reemplazado por el exsenador Clifford Graham. En diciembre de 2016, tres miembros del gabinete de Mapp y un primo de Mapp votaron para reemplazar al director ejecutivo de la Autoridad Portuaria de las Islas Vírgenes Carlton "Ital" Dowe, quien instaló al hermano del gobernador, David Mapp, en el cargo hasta que la junta pudiera contratar a un nuevo director. La junta VIPA votó en junio de 2017 para instalar David Mapp de forma permanente. En enero de 2016, tres miembros del gabinete de Mapp y un miembro del equipo de transición de Mapp votaron para expulsar al director ejecutivo de la Autoridad de Agua y Energía, Hugo Hodge Jr.
En noviembre de 2015, Mapp despidió al fiscal general adjunto Laverne Mills-Williams, citando como causa únicamente su asociación con su abogado, el abogado de St. Croix Lee Rohn, quien representó a Mills-Williams en una acción de denunciante cuando fue relevada de sus deberes después de dar información en respuesta a VI Las solicitudes de la Ley de Registros Abiertos sobre el uso de Mapp de los fondos de la Casa de Gobierno en restaurantes y bares. Rohn también actuó como abogado en una demanda en relación con el uso de Mapp de los fondos WICO para alquilar una villa en St. Thomas.
Mapp desestimó el curso de V.I. El director ejecutivo de la Autoridad de Desarrollo Económico, Percival Clouden, en mayo de 2015, lo reemplazó con Wayne Biggs, quien se desempeñó como jefe anterior de la División de Licencias y Asuntos del Consumidor bajo el antecesor de Mapp, John de Jongh. En febrero de 2015, Mapp reemplazó a Jennifer Nugent-Hill, directora ejecutiva adjunta de EDA.